# Affogato al caffè
Affogato al caffè (Anhörenⓘ, ital. affogato für „ertrunken“) ist ein Dessert der italienischen Küche, das aus Espresso mit Vanilleeis besteht. Es wird außerhalb Italiens gelegentlich fälschlich als Espresso Affogato (ital. für „ertrunkener Espresso“) bezeichnet.

## Zubereitung und Varianten

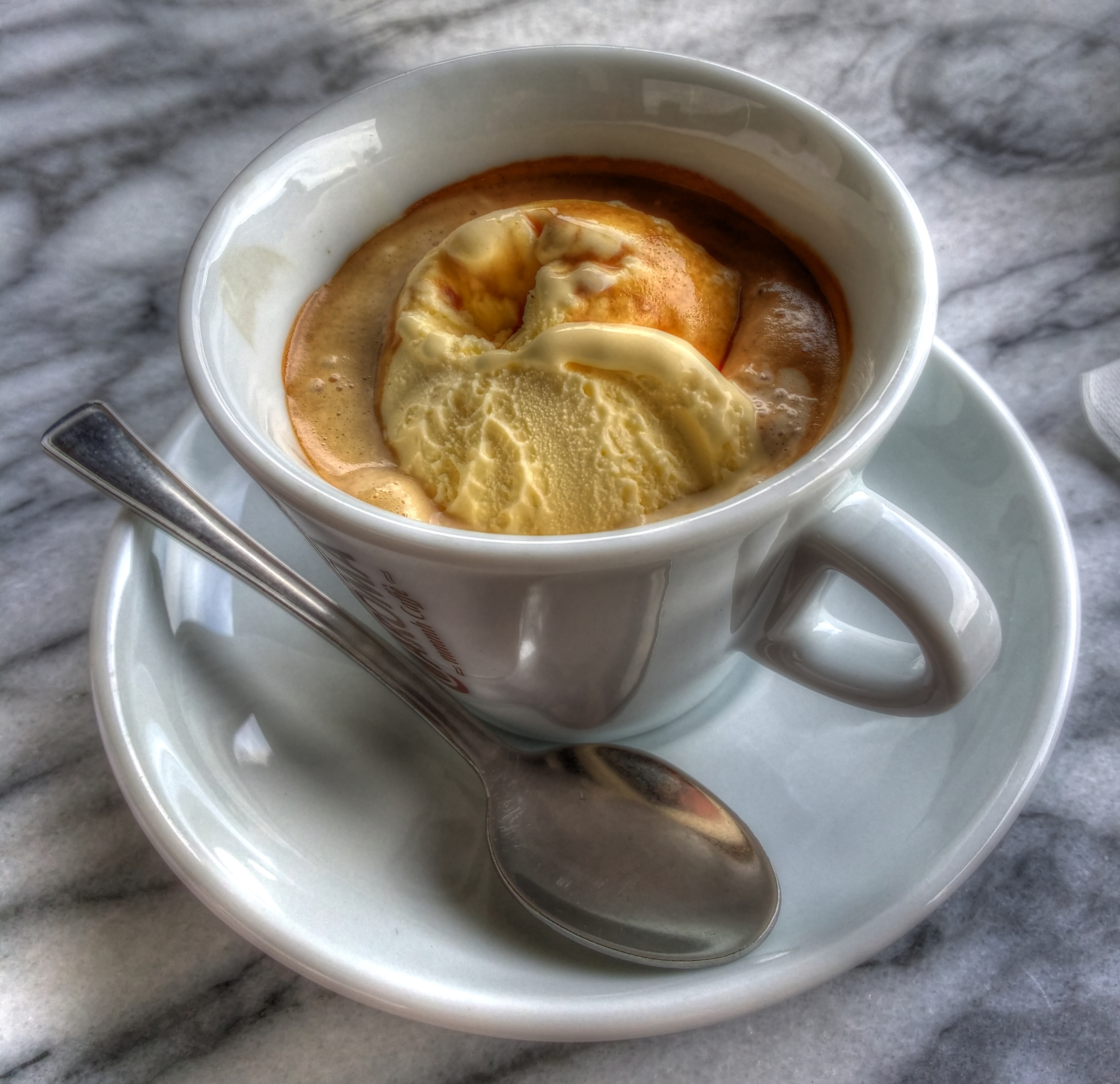
Affogato al caffè, klassische Variante

### Klassische Variante
Beim italienischen Original werden eine oder zwei Kugeln Vanilleeis in eine Tasse oder ein Glas gegeben und dann mit heißem Espresso übergossen. Die Eiskugel „ertrinkt“ (ital. affogare) dadurch im Espresso. Affogato al caffè wird mit einem kleinen Löffel gegessen; der Rest wird ausgetrunken.

### Variationen
Bei anderen Varianten von Affogato al caffè wird das Speiseeis in Würfel zerschnitten, um es dadurch von der Form her wie Eiswürfel aussehen zu lassen. Danach wird das Ganze manchmal mit Schlagsahne dekoriert. Steckt man zusätzlich eine Waffel in die Sahne oder legt einen harten Keks daneben auf die Untertasse, nennt sich diese Variante in Italien „Affogato al caffè variante alla viennese“ („Wiener Art“). Daneben existieren Varianten mit unterschiedlichen Eissorten wie beispielsweise Haselnusseis, der Bestäubung des Espresso-Eis-Gemisches zum Schluss mit Kakaopulver oder der Dekoration mit kalter Schokoladensoße bzw. Zartbitter-Raspelschokolade. Bei einer weiteren Variante wird ein Schuss Amaretto oder Frangelico (2,5 cl) hinzugegeben.

## Ähnliche Gerichte
- Café frappé
- Eiskaffee